# Born to Run
Born to Run é o terceiro álbum de estúdio do cantor e compositor americano Bruce Springsteen, lançado em 25 de agosto de 1975 pela Columbia Records. Co-produzido por Springsteen com seu empresário Mike Appel e o produtor Jon Landau, sua gravação ocorreu em Nova Iorque. Após os fracassos comerciais de seus dois primeiros álbuns, o álbum marcou o esforço de Springsteen para entrar no mainstream e criar um álbum comercialmente bem-sucedido. Springsteen procurou imitar a produção de Parede de som de Phil Spector, levando a sessões prolongadas com a E Street Band, que duraram de janeiro de 1974 a julho de 1975; seis meses foram gastos trabalhando apenas na faixa-título.
O álbum incorpora estilos musicais incluindo rock and roll, pop rock, R&B e folk rock. Suas letras baseadas em personagens descrevem indivíduos que se sentem presos e fantasiam sobre escapar para uma vida melhor, evocadas por meio de imagens líricas românticas de rodovias e viagens. Springsteen imaginou que as músicas se passariam em um longo dia e noite de verão. Elas também estão menos ligadas à área de Nova Jérsia do que seus trabalhos anteriores. A capa do álbum, com Springsteen apoiado no ombro do saxofonista Clarence Clemons, da E Street Band, é considerada icônica e foi imitada por vários músicos e em outras mídias.
Apoiado por uma campanha promocional cara, Born to Run se tornou um sucesso comercial, alcançando o número três na parada US Billboard Top LPs & Tape e o top dez em outras três. Dois singles foram lançados, "Born to Run" e "Tenth Avenue Freeze-Out", o primeiro dos quais se tornou um favorito de rádio e ao vivo. O lançamento do álbum gerou ampla publicidade, levando à reação dos críticos que expressaram ceticismo sobre se a nova atenção de Springsteen era justificada. Após seu lançamento, Springsteen se envolveu em questões legais com Appel, levando-o a fazer uma turnê pelos Estados Unidos e Europa por quase dois anos. Após o lançamento, Born to Run recebeu críticas altamente positivas. Os críticos elogiaram a narrativa e a música, embora alguns tenham visto sua produção como excessiva e pesada.
Born to Run foi o álbum inovador de Springsteen. Seu sucesso foi atribuído à captura dos ideais de uma geração de jovens americanos durante uma década de turbulência política, guerra e problemas para a classe trabalhadora. Nas décadas seguintes, o álbum se tornou amplamente considerado uma obra-prima e um dos melhores discos de Springsteen. Ele apareceu em várias listas dos maiores álbuns de todos os tempos e foi introduzido no National Recording Registry pela Biblioteca do Congresso por ser "culturalmente, historicamente ou esteticamente significativo" em 2003. Born to Run recebeu uma reedição expandida em 2005 para celebrar seu 30º aniversário, apresentando um filme-concerto e um documentário detalhando a produção do álbum.

## Antecedentes e desenvolvimento
Os dois primeiros álbuns de Bruce Springsteen, Greetings from Asbury Park, NJ e The Wild, the Innocent & the E Street Shuffle, foram lançados em 1973 pela Columbia Records. Embora os álbuns tenham sido aclamados pela crítica, ambos venderam mal. Em 1974, sua popularidade estava limitada à Costa Leste dos Estados Unidos, e a confiança da gravadora nele começou a diminuir. A gerência da Columbia havia mudado e eles começaram a favorecer o então promissor artista Billy Joel. O baixo moral atormentava a equipe de Springsteen, incluindo seu empresário, Mike Appel, e seu grupo de apoio, a E Street Band. Depois que Springsteen rejeitou a sugestão da CBS Records de gravar em Nashville, Tennessee, com músicos de estúdio e um produtor contratado, a gravadora concordou em financiar mais um álbum com o acordo de que, se falhasse, eles o abandonariam. Appel negociou com sucesso um orçamento um pouco maior para o álbum, mas limitou a gravação ao 914 Sound Studios em Blauvelt, Nova Iorque, o estúdio que Springsteen usou para as gravações de seus dois primeiros álbuns.

Eu tinha essas enormes ambições para [o álbum].  ... Eu queria fazer o melhor disco de rock que eu já tinha ouvido. Eu queria que soasse enorme, que te agarrasse pela garganta e insistisse que você fizesse esse passeio, insistisse que você prestasse atenção — não apenas à música, mas à vida, a estar vivo.

Bruce Springsteen em 2005
A frase "born to run" veio a Springsteen enquanto estava deitado na cama uma noite em sua casa em West Long Branch, Nova Jérsia. Ele disse que o título "sugeria um drama cinematográfico que eu pensei que funcionaria com a música que eu estava ouvindo na minha cabeça". Inspirado pelos sons musicais e temas líricos de artistas de rock and roll dos anos 1950 e 1960, como Duane Eddy, Roy Orbison, Elvis Presley, Phil Spector, os Beach Boys e Bob Dylan, Springsteen começou a compor o que se tornou "Born to Run". Mais tarde, ele escreveu: "Este foi o ponto de virada. Provou ser a chave para minha composição para o resto do disco." Ele antecipou que o som que ele estava procurando seria uma "produção de estúdio". O álbum se tornou a primeira vez que Springsteen usou o estúdio como um instrumento em vez de simplesmente replicar o som de apresentações ao vivo.

## Produção

### 914 Sound Studios
As sessões de gravação do álbum começaram no 914 Sound Studios em janeiro de 1974. Springsteen e Appel atuaram como co-produtores; O produtor de Greetings and Wild, Jimmy Cretecos, deixou a empresa de Springsteen no início de 1974, alegando baixos lucros. Louis Lahav, o engenheiro de ambos os álbuns, retornou para essas sessões. Os membros da E Street Band eram Clarence Clemons (saxofone), Danny Federici (órgão), David Sancious (piano), Garry Tallent (baixo) e Ernest Carter (bateria); Carter substituiu Vini "Mad Dog" Lopez, que Springsteen demitiu em fevereiro por mau comportamento pessoal. A banda alternava entre gravações em estúdio e apresentações ao vivo. Springsteen usou o último para desenvolver novo material, e passou mais tempo no estúdio refinando canções do que nos dois álbuns anteriores. Os títulos provisórios do álbum incluíam From the Churches to the Jails, The Hungry and the Hunted, War and Roses e American Summer.
A gravação de "Born to Run" durou seis meses. O perfeccionismo de Springsteen levou a sessões exaustivas: ele era obcecado por cada sílaba, nota e tom de cada textura, e ele lutava para capturar os sons que ouvia em sua cabeça na fita. Seu objetivo para uma produção do tipo Parede de som de Phil Spector significava que vários instrumentos eram atribuídos a cada faixa na mesa de mixagem de 16 faixas do estúdio; cada novo overdub tornava a gravação e a mixagem mais difíceis. Enquanto ele continuava reescrevendo as letras, Springsteen e Appel criaram várias mixagens contendo guitarras elétricas e acústicas, piano, órgão, metais, sintetizadores e um glockenspiel, bem como cordas e backing vocals femininas. "Born to Run" teria até cinco versões diferentes. De acordo com Springsteen, a música final tinha 72 faixas diferentes comprimidas nas 16 faixas do console de mixagem. Springsteen ficou satisfeito com a mixagem final, concluída em agosto de 1974. A CBS/Columbia se recusou a lançar "Born to Run" como um single inicial, querendo um álbum para promovê-lo.
No mesmo mês em que "Born to Run" foi concluído, Sancious e Carter deixaram a E Street Band para formar sua própria banda de jazz fusion, Tone. Eles foram substituídos por Roy Bittan no piano e Max Weinberg na bateria. Bittan tinha experiência em orquestras sinfônicas, enquanto Weinberg tinha experiência com várias bandas de rock e produções da Broadway. Bittan já conhecia a música de Springsteen, mas Weinberg não. Os dois se encaixaram bem com o resto da banda, oferecendo novos insights musicais e personalidades relaxadas que aliviaram as tensões que haviam se acumulado ao longo de anos de gravação e apresentação. No álbum, Bittan substituiu principalmente Federici, cuja única contribuição foi a parte do órgão em "Born to Run". Bittan disse mais tarde que acreditava que isso se devia aos diferentes estilos de apresentação de ambos os homens e Bittan queria "provar a si mesmo" como um novo membro do grupo.
As gravações no 914 continuaram até o final de outubro de 1974. A banda fez tentativas em "Jungleland", "She's the One", "Lovers in the Cold", "Backstreets" e "So Young and in Love", mas o equipamento defeituoso e a falta de direção de Springsteen interromperam o progresso. O crítico musical Dave Marsh sugeriu que Springsteen permaneceu no abaixo da média 914 Studios porque os custos do estúdio aumentaram, embora outros superiores estivessem disponíveis. Em novembro, Appel enviou "Born to Run" para várias estações de rádio nos Estados Unidos, o que os executivos da CBS consideraram má conduta profissional. A façanha gerou interesse na faixa e expectativa construída em relação ao lançamento do álbum, levando a Columbia a financiar mais sessões. "Born to Run" tornou-se frequentemente solicitada no rádio e em shows.
Em janeiro de 1975, a banda estava trabalhando há mais de um ano com uma faixa finalizada. A produção continuou a ser atormentada por equipamentos defeituosos, começos falsos e o desejo de Springsteen por mais takes. Uma nova faixa, "Wings for Wheels", estreou ao vivo em fevereiro. Springsteen sentiu que lhe faltava direção, e pediu conselhos de produção ao escritor e produtor Jon Landau, que havia criticado a produção de Wild em um artigo para o The Real Paper. Os dois se conheceram em Boston em abril de 1974 e desenvolveram uma amizade próxima depois. Em fevereiro de 1975, Landau foi convidado para uma sessão, onde sugeriu mover o solo de saxofone em "Wings for Wheels" para o final em vez de no meio. Springsteen gostou da mudança e contratou Landau como coprodutor do álbum.

### Record Plant
Em março de 1975, Landau mudou as sessões de gravação de 914 para a superior Record Plant em Manhattan. Landau ajudou Springsteen a recuperar o foco e a direção com uma nova perspectiva. Springsteen disse à Rolling Stone em 1975: "[Landau] teve a ideia, 'Vamos fazer um disco de rock and roll'. As coisas tinham caído internamente. Ele colocou as coisas em pé novamente." Appel e Landau tiveram desentendimentos sobre as escolhas de produção, que Springsteen teve que resolver. Assim como a banda, os dois ajudaram Springsteen a completar ideias já concebidas, não a pensar em novas. Louis Lahav não estava disponível devido a compromissos familiares, então essas sessões foram projetadas por Jimmy Iovine.
As sessões no Record Plant duraram de março a julho de 1975. Além de algumas apresentações ao vivo, Springsteen passou a maior parte desses meses trabalhando no álbum. As sessões foram exaustivas, se arrastando apesar do profissionalismo crescente trazido por Landau e Iovine. Enquanto as faixas de apoio e os vocais foram gravados com pouca dificuldade, Springsteen lutou com seus overdubs e completou a escrita das letras e arranjos. Springsteen trabalhou obsessivamente e às vezes passava horas revisando linhas simples ou levando dias para descobrir os arranjos das músicas. Springsteen disse mais tarde: "[As sessões] se transformaram em algo que estava me destruindo, apenas me jogando no chão." Weinberg chamou-o de o projeto mais difícil de sua carreira, e Federici disse "[nós] comemos, bebemos e dormimos [naquele álbum]". O trabalho foi feito principalmente entre 15h e 6h da manhã seguinte.
"Wings for Wheels", agora chamado de "Thunder Road", foi concluído em abril. Springsteen supostamente levou 13 horas para completar suas partes de guitarra. "Tenth Avenue Freeze-Out" e "Night" seguiram em maio. Para "Tenth Avenue Freeze-Out", Springsteen contratou os Brecker Brothers (Randy e Michael), David Sanborn e Wayne Andre para tocar partes de metais. Springsteen e Bittan não conseguiram escrever partes de metais adequadas quando os músicos chegaram para gravar, então o amigo de Springsteen e ex-companheiro de banda do Steel Mill, Steven Van Zandt, as concebeu na hora no estúdio. Van Zandt se juntou à E Street Band logo depois. Springsteen usou ideias líricas de "She's the One" para completar "Backstreets", originalmente "Hidin' on the River". "Meeting Across the River", originalmente "The Heist", contou com Richard Davis no contrabaixo. Davis já havia contribuído para "The Angel" em Greetings. "Jungleland" contou com violino de Suki Lahav, esposa de Louis Lahav, e um longo solo de saxofone de Clemons, que ele passou 16 horas tocando novamente para satisfação de Springsteen; este último ditou quase todas as notas tocadas. Clemons tocou vários solos diferentes, pedaços dos quais foram então editados juntos em uma peça; ele então reproduziu o resultado final.

### Mixagem
De acordo com Iovine, o álbum foi mixado em "nove dias seguidos". Os últimos dias foram agitados; a banda trabalhou vigorosamente entre a gravação do álbum e os ensaios para uma próxima turnê programada para começar em 20 de julho. Springsteen escreveu em sua autobiografia de 2016, Born to Run: "Em uma corrida de três dias e 72 horas, trabalhando em três estúdios simultaneamente, Clarence e eu terminando o solo de sax de 'Jungleland', frase por frase, em um, enquanto mixávamos 'Thunder Road' em outro, cantando 'Backstreets' em um terceiro." Springsteen era exigente e se recusou a se comprometer, dizendo na época que ele podia "só ouvir as coisas que estavam erradas nele". Appel e Landau lutaram para manter certas faixas no álbum finalizado. Appel conseguiu deixar "Linda Let Me Be the One" e "Lonely Night in the Park" de fora e manter "Meeting Across the River". A mixagem durou até a manhã de 20 de julho, pouco antes do início da turnê.
Born to Run foi masterizado pelo engenheiro Greg Calbi enquanto a banda estava na estrada. Springsteen ficou furioso com o acetato inicial, jogando-o na piscina do hotel onde estava hospedado. Ele pensou em descartar todo o projeto e regravá-lo ao vivo antes de ser parado por Landau. Springsteen recebeu várias mixagens enquanto estava na estrada e rejeitou todas, exceto uma, que ele aprovou no início de agosto.

### Outtakes
As sete outtakes conhecidas do álbum são "Linda Let Me Be the One", "Lonely Night in the Park", "A Love So Fine", "A Night Like This", "Janey Needs a Shooter", "Lovers in the Cold" e "So Young and in Love". "Linda Let Me Be the One" e "So Young and in Love" foram lançadas no box set Tracks em 1998. Mixagens brutas das músicas inéditas "Lovers in the Cold" ("Walking in the Street") e "Lonely Night in the Park" surgiram em 2005, quando fizeram sua estreia na E Street Radio. "Janey Needs a Shooter" foi posteriormente retrabalhada por Springsteen e Warren Zevon na faixa "Jeannie Needs a Shooter" para o álbum de Zevon de 1980, Bad Luck Streak in Dancing School. Uma gravação de 2019 do original "Janey Needs a Shooter" foi lançada no álbum de 2020 de Springsteen, Letter to You.

## Músicas e letras
A música em Born to Run inclui estilos como rock and roll, pop rock, R&B e folk rock. O autor Peter Ames Carlin afirma que o álbum captura "a essência do rock 'n' roll dos anos cinquenta e a poesia beatnik do folk-rock dos anos sessenta, projetada no espírito maltratado da América de meados dos anos setenta". Springsteen escreveu a maioria das canções no piano, o que Kirkpatrick sentiu que lhes deu "uma sensação melódica particular". Springsteen disse mais tarde que o piano de Bittan "realmente definiu o som" do álbum. A produção do disco é semelhante à Parede de som de Phil Spector, no qual camadas de instrumentos e arranjos complexos são combinados para fazer cada canção assemelhar-se a uma sinfonia. Springsteen disse que queria que Born to Run soasse como "Roy Orbison cantando Bob Dylan, produzido por Spector". Ele usou o estilo de Orbison para sua entrega vocal e Duane Eddy como inspiração para suas partes de guitarra. O escritor Frank Rose enfatizou a homenagem de Springsteen aos grupos femininos da década de 1960, como Shirelles, Ronettes e Shangri-Las, que embelezavam temas de desgosto e sons doo-wop produzidos por Spector. As canções apresentam introduções musicais que definem o tom e o cenário para cada uma.

Em termos de letras, eu estava enraizado em imagens clássicas do rock and roll e queria encontrar uma maneira de usar essas imagens sem que parecessem anacrônicas.  ... [Born to Run] foi o álbum onde deixei para trás minhas definições adolescentes de amor e liberdade  ... [era] a linha divisória.

—Bruce Springsteen, Songs, 2003
Springsteen imaginou que as canções do álbum se passariam durante um dia e uma noite de verão. De acordo com o escritor Louis Masur, o álbum é centralmente conduzido pela "solidão e pela busca por companheirismo". Os personagens são pessoas comuns que estão perdidas e se sentem presas em suas vidas; lugares diferentes, como ruas e estradas, oferecem uma saída, mas não são lugares ideais. Descrito por Hubert Vigilla do Treble como uma "abordagem de quatro cantos" para o sequenciamento do álbum, ambos os lados do LP original começaram com canções otimistas e prometiam esperança e terminaram com canções de traição e pessimismo. Nas oito canções do álbum, Springsteen escreve sobre a noite e a cidade ("Tenth Avenue Freeze-Out", "Backstreets" e "Meeting Across the River"); uma mulher irresistível, real ou imaginária ("She's the One"); a escravidão da classe trabalhadora ("Night"); e a rodovia como meio de fuga e jornada de amadurecimento ("Thunder Road", "Born to Run" e "Jungleland"). A jornalista Veronika Hermann observou que o álbum é principalmente impulsionado por ações como correr, encontrar, se esconder e dirigir.
Born to Run foi escrito numa época em que a ideia do Sonho Americano era inatingível para muitos americanos após a Guerra do Vietnã, o escândalo de Watergate e a crise do petróleo de 1973. Carlin escreve que as canções esperançosas de Springsteen, contendo ideais como o de que uma estrada pode levá-lo a qualquer lugar, eram "impressionantes" durante um período marcado por assassinatos, guerra, corrupção política e colapso da subcultura hippie. Hermann analisou as letras como experimentos de nostalgia, argumentando que os "heróis e heroínas de Born to Run estão enfrentando a perda de segurança e estabilidade, [e] enfrentando as consequências de uma guerra perdida", levando à escolha de fugir do "sonho americano". Springsteen trabalhou "muito, muito tempo" escrevendo as letras porque queria evitar tropos de "clichês clássicos do rock 'n' roll", transformando-os em personagens totalmente desenvolvidos e emocionais: "Foi o início da criação de um certo mundo ao qual todos os meus outros se refeririam, ressoariam, pelos próximos 20 ou 30 anos."
As canções são em grande parte autobiográficas, inspiradas nos filmes B noir que Springsteen gostava na época; ele queria experimentar e capturar novos ideais com base em suas experiências de vida na época. Como seus dois primeiros álbuns, Born to Run inclui imagens religiosas, especificamente a ideia de "busca", embora seja prejudicada por uma paisagem mais sombria e apocalíptica. Ao contrário de Greetings e Wild, no entanto, a maioria das canções de Born to Run não estão especificamente vinculadas a Nova Jérsia e Nova Iorque, em vez disso, mudando para todos os Estados Unidos em uma tentativa de ser mais acessível a um público mais amplo. Springsteen disse que "a maioria das canções é sobre não estar em lugar nenhum".

### Lado um
"Thunder Road" é um convite para viajar em uma longa jornada, inspirando-se no filme de 1958 de mesmo nome. O narrador da música implora a um parceiro romântico para se juntar a ele para deixar sua vida para trás e começar de novo, acreditando que não há tempo para esperar e que eles devem agir agora. Masur argumenta que a música "expõe esperanças e sonhos, e o restante do álbum é uma investigação sobre se, e de que maneiras, eles podem ser realizados". Kirkpatrick acredita que a faixa seja uma versão reescrita de "Rosalita (Come Out Tonight)" de Wild com uma "perspectiva menos inocente e mais realista". Descrita por Kenneth Partridge da Billboard como uma "ópera pop de cinco minutos", a música se desenvolve ao longo do tempo de execução; os instrumentos se juntam à medida que a visão do narrador se solidifica. James Gerard da AllMusic caracteriza o tom como mais melancólico do que edificante.

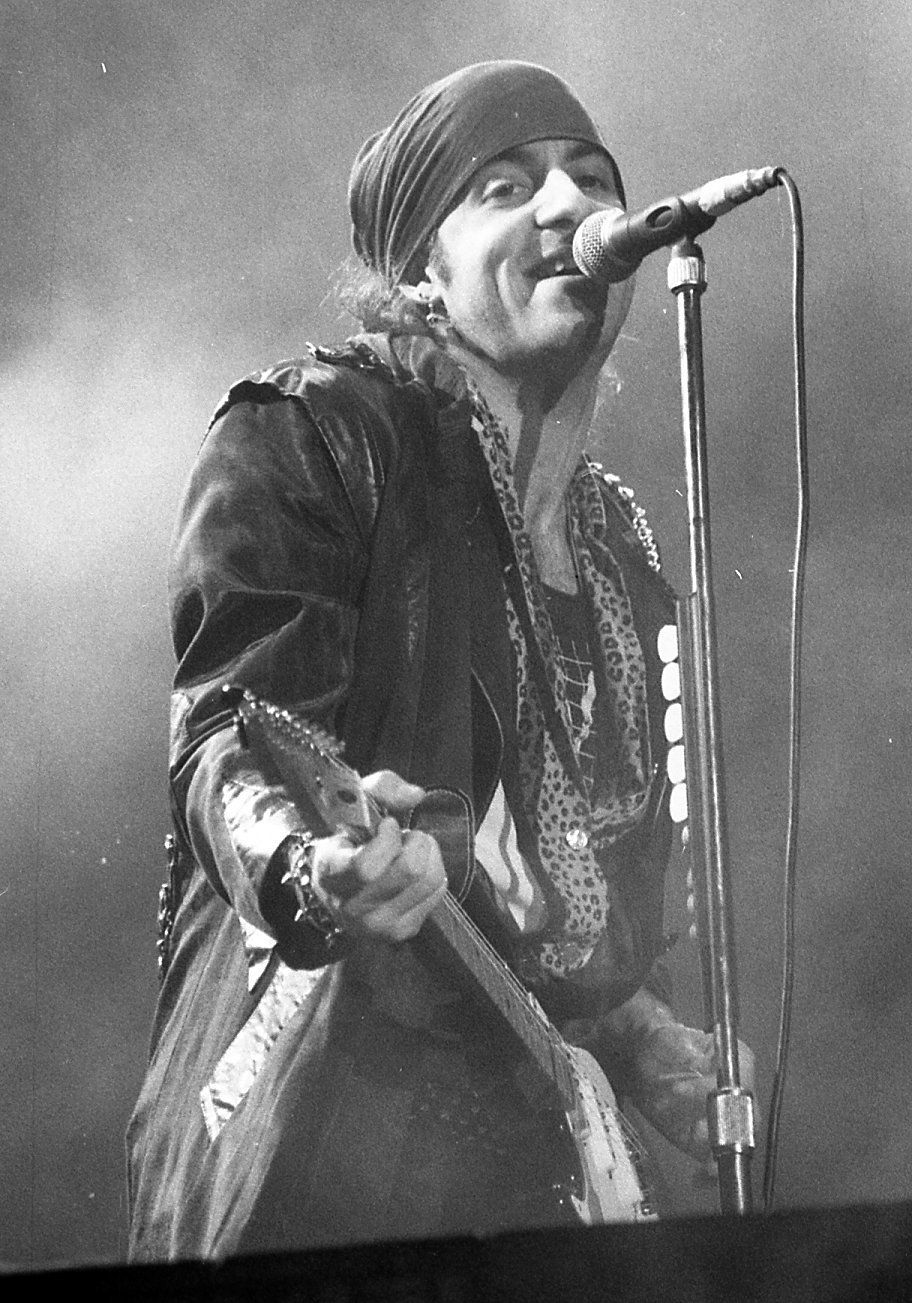
Steven Van Zandt, fotografado em 1983, compôs o arranjo de instrumentos de sopro para "Tenth Avenue Freeze-Out" na hora, no estúdio, e se juntou à E Street Band logo depois.

"Tenth Avenue Freeze-Out" segue um personagem chamado Bad Scooter que está "procurando seu groove" e "um lugar para se encaixar". Parte autobiográfica e parte mitológica, a música conta a história de Springsteen e da E Street Band enquanto eles lutam para encontrar sucesso comercial até aquele ponto; eles encontram sucesso depois que o "Big Man" (Clemons no saxofone) se junta à banda no terceiro verso. Musicalmente, é uma música R&B funky liderada por metais; os autores Philippe Margotin e Jean-Michel Guesdon compararam-na ao som de um disco da Stax. Em seu livro Songs de 2003, Springsteen descreveu "Tenth Avenue Freeze-Out" como uma "biografia de banda e festa de quarteirão".
"Night", a canção mais curta do álbum, segue um homem que é escravo da vida profissional. Ele teme trabalhar em seu emprego das nove às cinco, mas seu amor por corridas de arrancada o motiva a trabalhar para que possa viver a noite. Semelhante a outras faixas do álbum, ela usa a rodovia como um meio de fuga. Musicalmente, a canção contém várias mudanças de tom menor e maior na música; Masur argumenta que o tom menor "condena o mundo monótono do trabalho diurno" e o tom maior "oferece a possibilidade de gritar noite adentro". Margotin e Guesdon destacam a parede de produção sonora e comparam seu som rock-and-roll ao de Chuck Berry.
"Backstreets" apresenta uma longa introdução liderada por piano. Descrita por Masur como "operística e teatral", a banda se inspirou em várias canções de Dylan e Orbison para as partes instrumentais. A canção conta a história da amizade do narrador com um indivíduo chamado Terry, usando imagens realistas e poéticas. Os dois se tornam próximos até que seu relacionamento é rompido depois que Terry deixa o narrador por outra pessoa, após o que o narrador "reflete que ele e Terry não se tornaram os heróis 'que pensávamos que tínhamos que ser'". O gênero de Terry não é claro, levando alguns críticos a interpretar o relacionamento como homossexual. A canção contém elementos autobiográficos relacionados à juventude de Springsteen, com referências cinematográficas.

### Lado dois
"Born to Run" usa o automóvel como um meio de escapar de uma vida deprimente. Os personagens, descritos como "vagabundos", incluem o narrador e uma garota chamada Wendy. O primeiro tem um trabalho monótono, "suando" o "sonho americano fugitivo", e se junta a uma comunidade de carros à noite. Ele diz a Wendy que a cidade em que vivem é uma "armadilha mortal" e que eles precisam sair "enquanto [são] jovens" porque "vagabundos como nós ... nasceram para correr". Os críticos analisaram a mensagem do hino da música como contendo uma "tristeza subjacente" e "um sentimento de desespero", como o narrador promete a Wendy que um dia chegarão à terra prometida, mas ele não sabe quando. Ele simplesmente quer fugir com ela para "ajudá-lo a descobrir se suas noções juvenis de amor são reais", e "promete seu desejo de morrer com ela na rua" e amá-la "com toda a loucura em [sua] alma". A música da música combina rock and roll e hard rock com rockabilly, jazz e Tin Pan Alley, completo com uma produção Parede de som. Jason Ankeny da AllMusic descreveu a música como "uma celebração do espírito do rock & roll, capturando o abandono juvenil da música, a paixão delirante e a promessa extraordinária com alegria cinematográfica".

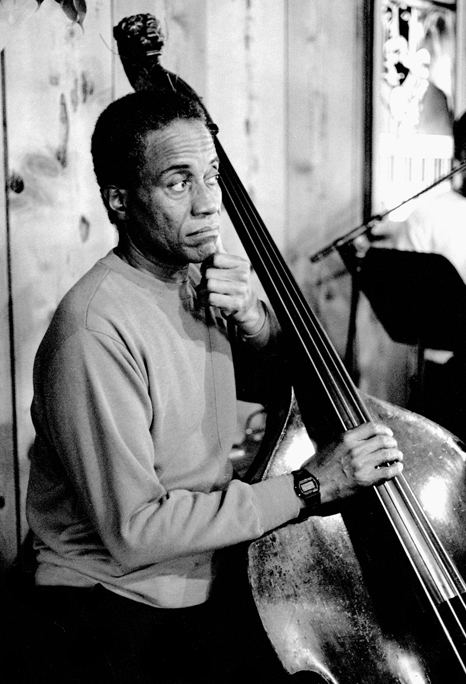
Richard Davis, fotografado em 1987, tocou o contrabaixo de "Meeting Across the River".

"She's the One" é sobre a obsessão completa do narrador por uma garota. A garota, no entanto, é uma mentirosa e má para ele, mas ele continua voltando para ela. Springsteen nunca revelou a inspiração da música, embora Margotin e Guesdon sugiram que foi Karen Darvin, a namorada de Springsteen na época. A música incorpora musicalmente uma batida de Bo Diddley.
O jazzístico "Meeting Across the River" musicalmente e liricamente se afasta das músicas anteriores, utilizando piano e trompete para criar o que Margotin e Guesdon descrevem como um "ambiente de jazz de filme noir" que "contesta com as outras faixas". Nele, o narrador e seu parceiro Eddie são pequenos gangsters que planejam um acordo ilegal do outro lado do Rio Hudson, lutando por uma grande conquista que lhe renderá uma grande quantia de dinheiro para impressionar sua namorada. Com temas de desespero e desesperança, a música termina antes de uma resolução narrativa, deixando ambíguo se os gangsters tiveram sucesso ou não.
"Jungleland" se passa no local titular, onde uma reunião entre membros de gangues à meia-noite é interrompida pela polícia. Com uma atmosfera sombria, a faixa observa um membro de gangue de Nova Jérsia conhecido como Magic Rat, que escapa da polícia no Harlem com seu parceiro não identificado conhecido como "garota descalça". Perto do final, o relacionamento do Rat e da garota se desfez; ela o abandona, e ele é morto nas ruas. O Rat é morto a tiros por seu "próprio sonho", simbolizando, nas palavras de Masur, que "o sonho americano descontrolado nos matará no final, e o sonho de fuga é apenas outra versão que nos aprisiona". Após sua morte, a destruição continua pelas ruas até que elas sejam deixadas em completa devastação. Com mais de nove minutos de duração, a faixa é liderada pelos vocais de Springsteen, o piano de Bittan e o violino de Suki Lahav, e apresenta um solo de saxofone estendido de Clemons que dura mais de dois minutos.

## Arte da capa

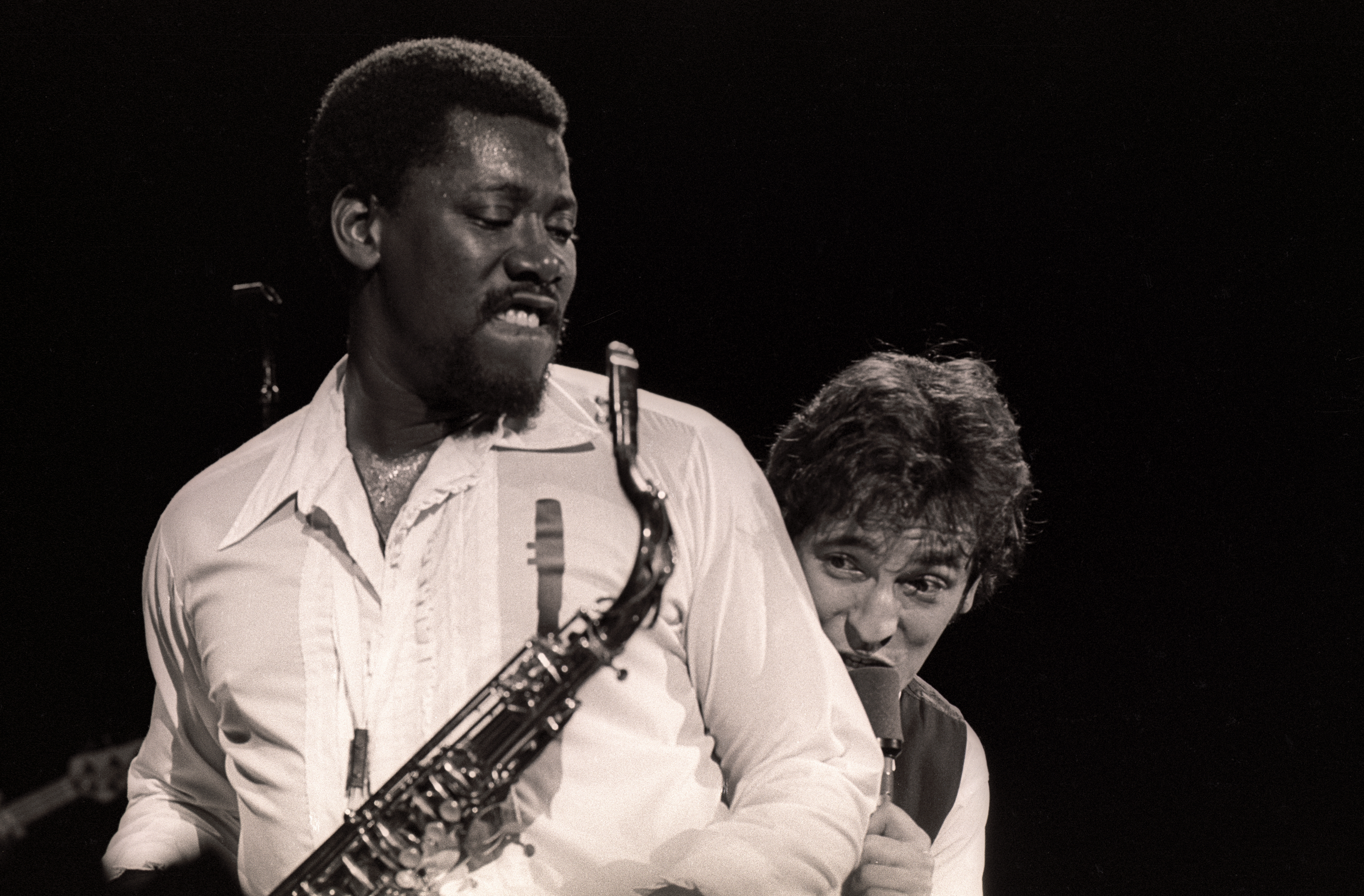
A arte da capa de Born to Run mostra Springsteen (à direita) apoiado no ombro do saxofonista da E Street Band, Clarence Clemons (à esquerda).

A arte da capa de Born to Run foi tirada pelo fotógrafo Eric Meola em seu estúdio pessoal em 20 de junho de 1975. A agenda de gravações ocupada de Springsteen fez com que ele perdesse as datas de filmagem. Quando ele finalmente apareceu, ele trouxe Clemons, que ele queria na capa. Meola filmou 900 quadros na sessão de três horas, alguns dos quais mostravam Springsteen sob uma escada de incêndio, sintonizando um rádio e com uma guitarra; fotos não utilizadas foram usadas pela Columbia para publicidade.
Na foto em preto e branco escolhida, Springsteen está segurando uma guitarra enquanto se inclina contra Clemons. Springsteen está vestindo uma jaqueta de couro preta, e Clemons está com uma camisa branca com um padrão listrado e usando um chapéu preto. Meola disse que a foto foi um destaque claro: "Eu queria algo que fosse quase impossível de imprimir, mas bonito de se ver se impresso perfeitamente - de alguma forma inocente, mas elegante." Um broche de Elvis Presley aparece na alça da guitarra de Springsteen, que ele usou para mostrar a inspiração de Presley nele como músico. Sua guitarra, uma Fender Telecaster com braço Esquire, mais tarde apareceu nas capas de Live 1975–85 (1986), Human Touch (1992) e Greatest Hits (1995). A capa de Born to Run foi incluída em uma pesquisa dos leitores da Rolling Stone sobre as melhores capas de álbuns de todos os tempos em 2011. Masur a chamou de "clássica" e "uma das imagens mais icônicas da história do rock".
A imagem cobre ambos os lados da capa do LP; o interior apresenta letras e um retrato de Springsteen. O diretor de arte da Columbia, John Berg, criou a capa dobrável, e Andy Engel foi o responsável pela tipografia. Berg afirmou que "provavelmente levou uma semana de negociação" com a gravadora para criar a capa dobrável porque "estava quebrando o código; não fazíamos isso a menos que tivéssemos dois discos". O nome de Landau foi escrito incorretamente como "John" em vez de "Jon" nas prensagens iniciais; a Columbia imprimiu adesivos para encobrir o erro - supostamente até 400.000. Algumas prensagens originais têm "Meeting Across the River" faturado sob seu título inicial "The Heist", e a capa do álbum original tem o título escrito à mão com uma caneta de ponta larga. Essas cópias, conhecidas como "capa de script", são muito raras e estão entre as mais procuradas memorabilia de Springsteen.
Springsteen e Clemons ocasionalmente refizeram a pose da capa no palco durante seus shows. A pose já foi imitada por outros cantores e músicos, incluindo Cheap Trick no álbum de 1983 Next Position Please, Mai Kuraki na capa de seu single de 2001 "Stand Up", Tom e Ray Magliozzi na capa da compilação de 2003 Car Talk Born Not to Run: More Disrespectful Car Songs, e Los Secretos para seu álbum de 2015 Algo emprestado. Fora da música, a tira de webcomic Kevin and Kell imitou a pose em uma tira de domingo intitulada "Born to Migrate", apresentando Kevin Dewclaw como Springsteen com uma cenoura e Kell Dewclaw como Clemons com uma pilha de ossos, e os personagens da Vila Sésamo Bert e o Cookie Monster imitaram a pose na capa do álbum da Vila Sésamo Born to Add.

## Lançamento e promoções
Springsteen e a E Street Band fizeram uma turnê pela Costa Leste dos EUA em 20 de julho de 1975, imediatamente após a mixagem de Born to Run ter sido concluída; Springsteen aprovou a gravação master final enquanto estava na estrada. A turnê continuou em agosto, incluindo uma temporada de cinco noites e dez shows com ingressos esgotados na boate Bottom Line em Greenwich Village. A Columbia comprou um quinto dos ingressos do local para jornalistas de rock e mídia para promoção. As expectativas eram altas. Clemons lembrou: "Estávamos bem no limite. Se tivéssemos fracassado na Bottom Line, teria sido muito prejudicial para nós emocionalmente." Os shows foram um grande sucesso, recebendo elogios de ambos os críticos e do ex-presidente da Columbia, Clive Davis. Kirkpatrick afirmou que eles "mostraram aos fãs de rock e à mídia que Springsteen não era uma criação da indústria; ele era o verdadeiro negócio". A Rolling Stone mais tarde incluiu os shows em uma lista de 1987 registrando 20 shows que mudaram o rock and roll.
Born to Run foi acompanhado por uma campanha promocional de US$ 250.000 pela Columbia/CBS, direcionada tanto aos consumidores quanto à indústria musical, liderada pelo executivo Glen Brunman. Na preparação para o lançamento do álbum, a CBS gastou US$ 40.000 em anúncios que utilizavam os dois primeiros álbuns de Springsteen e a citação de Landau "Eu vi o futuro do rock and roll e seu nome é Bruce Springsteen", que foi publicada no The Real Paper depois que Landau testemunhou Springsteen tocar "Born to Run" pela primeira vez ao vivo em maio de 1975. Os anúncios aumentaram as vendas de ambos os álbuns significativamente o suficiente para figurar na parada Billboard Top LPs & Tape, pouco acima do número 60, dois anos após seus lançamentos originais. As pré-encomendas de Born to Run foram de mais de 350.000 unidades, mais do que o dobro das vendas de Greetings e Wild combinadas.
Lançado em 25 de agosto de 1975, Born to Run alcançou a posição número 3 na parada Billboard Top LPs & Tape, liderou a parada Record World e alcançou a posição 36 na UK Albums Chart. Em outros lugares, Born to Run alcançou a posição 7 na Austrália, Holanda, e Suécia, 26 na Noruega, 28 na Nova Zelândia, e 31 no Canadá. No final de 1975, havia vendido 700.000 cópias. Em 2022, Born to Run foi certificado sete vezes platina pela Recording Industry Association of America (RIAA) nos EUA. O álbum foi apoiado por dois singles: o primeiro, "Born to Run" com "Meeting Across the River" como lado B, lançado em 25 de agosto de 1975, alcançou a posição 23 na Billboard Hot 100, e provou ser popular entre estações de rádio e audiências ao vivo. O segundo, "Tenth Avenue Freeze-Out" apoiado por "She's the One", apareceu em janeiro de 1976 e alcançou a posição 83.

### Exagero e reação da mídia
O álbum foi muito aguardado e divulgado. Em outubro de 1975, Springsteen se tornou o primeiro artista a aparecer nas capas das revistas Time e Newsweek simultaneamente. Jay Cocks da Time se concentrou nele como artista, enquanto Maureen Orth da Newsweek se concentrou na campanha promocional da Columbia e no hype em torno de Springsteen, insistindo que ele era uma estrela pop feita pela indústria.
A questão do hype tornou-se uma história em si, pois os críticos se perguntavam se Springsteen era legítimo ou o produto da promoção da gravadora. O jornalista John Sinclair do Ann Arbor Sun afirmou que Dave Marsh e Jon Landau eram "co-conspiradores em um hype massivo de Springsteen". Os exames sobre o hype continuaram após o lançamento do álbum com artigos da BusinessWeek e da Melody Maker da Inglaterra, este último argumentando que Springsteen não era "nenhum hype" porque ele "é realmente bom", e " 'hype' só atende artistas que não merecem atenção". Em retrospecto, Masur declarou: "A maior parte da reação contra Springsteen veio na forma de desgosto com o hype, não com a música, embora escrever sobre o hype apenas alimentasse a máquina de publicidade."
Springsteen ficou magoado com a reação da mídia, particularmente com um artigo de Henry Edwards no The New York Times que caluniou a si mesmo e Born to Run. Ele sentiu que a publicidade saiu do seu controle e a campanha da Columbia que o rotulou como o futuro do rock and roll foi um erro. Ele também teria sentido uma perda de inocência após o lançamento do álbum, alegando ter atingido um ponto baixo nos meses imediatos. Quando a reação diminuiu, as vendas diminuíram e Born to Run saiu das paradas após 29 semanas. No seu livro de 1999 Flowers in the Dustbin, o antigo escritor da Rolling Stone e da Newsweek James Miller escreveu que o "marketing de massa" de Springsteen nos EUA e de Ziggy Stardust de David Bowie no Reino Unido levou à noção de que "a era da inocência no rock estava bem e verdadeiramente acabada - provavelmente para sempre".

## Recepção crítica
Born to Run recebeu críticas altamente positivas dos críticos musicais, particularmente por sua narrativa cinematográfica e produção de Wall of Sound. Greil Marcus escreveu na Rolling Stone que Springsteen realça temas americanos romantizados com seu som majestoso, estilo ideal de rock and roll, letras evocativas e uma entrega apaixonada que define um álbum "magnífico". No The New York Times, John Rockwell descreveu Born to Run como uma obra-prima da "poesia punk" e "um dos grandes discos dos últimos anos". No The Village Voice, Robert Christgau sentiu que Springsteen condensa uma quantidade significativa de mito americano em canções, e muitas vezes consegue, apesar de sua tendência ao histrionismo e ao "fatalismo pseudotrágico do belo perdedor".
Vários críticos esperavam que Born to Run levasse Springsteen a cruzar para o sucesso mainstream. Os críticos elogiaram as performances vocais, a música, e a produção. Comparado aos álbuns anteriores de Springsteen, os críticos sentiram que as letras eram mais acessíveis e possuíam uma "qualidade universal que transcende as fontes e mitos dos quais ele se baseou". Lester Bangs comentou em Creem que ele "não está mais enfiando tantas sílabas quanto possível em cada linha". As performances da E Street Band também foram destacadas, particularmente Clemons.
Alguns críticos, incluindo Bangs and Cocks, saudaram Springsteen como um visionário destinado a salvar o gênero rock de, nas palavras de Stephen Holden, "seu atual estado de enfraquecimento". Bangs disse que Springsteen "nos lembra como é amar o rock 'n' roll como se você tivesse acabado de descobri-lo, e então agarrá-lo e torná-lo seu com certeza e precisão". Robert Hilburn do Los Angeles Times chamou Born to Run de um álbum "essencial", afirmando: "Faz muito tempo que ninguém no rock coloca tanta paixão e ambição em um álbum." Em Circus Raves, Holden colocou Born to Run entre os grandes álbuns da década com Layla (1970), Who's Next (1971) e Exile on Main St. (1972), e David McGee colocou Springsteen entre os grandes do rock como Elvis Presley, Chuck Berry, os Beatles, os Rolling Stones e Bob Dylan.
Born to Run recebeu críticas negativas de alguns críticos, que acharam a produção excessiva e "pesada", as canções "estereotipadas",  "uma confusão efusiva" e "indistinta", e sentiram que o próprio Springsteen não tinha uma personalidade vocal definitiva. Langdon Winner argumentou no The Real Paper que, como Springsteen adere conscientemente às tradições e padrões exaltados na crítica do rock, Born to Run é "o monumento completo à ortodoxia do rock and roll". Mike Jahn, do High Fidelity, reclamou da composição, acreditando que Springsteen estava se tornando estereotipado como um "compositor de personagem" após três álbuns. Roy Carr, da NME, comparou Springsteen desfavoravelmente a David Bowie, acreditando que ele não tinha o "sopro de visão" deste último. Carr também achou a música pouco inspirada e argumentou que o próprio Springsteen "frequentemente se esforça demais, exagerando em muitas ocasiões como resultado". Mais moderadamente, Jerry Gilbert, do Sounds, acreditava que Born to Run não era tão "essencial" quanto Greetings e Wild, mas tinha "distinção" suficiente dos dois álbuns para se sustentar por si só: "Eu aprendi a amá-lo, mas os novatos na música de Bruce seriam mais bem aconselhados a verificar o que os críticos têm falado no passado. Os fãs antigos precisarão perseverar."
Born to Run foi eleito o terceiro melhor álbum de 1975 no Pazz & Jop, uma pesquisa anual de críticos realizada pelo The Village Voice, atrás de The Basement Tapes de Bob Dylan and the Band e Horses de Patti Smith. Christgau, o criador da pesquisa, classificou-o em 12º lugar em sua própria lista de fim de ano.

## Tours e ação judicial contra Appel

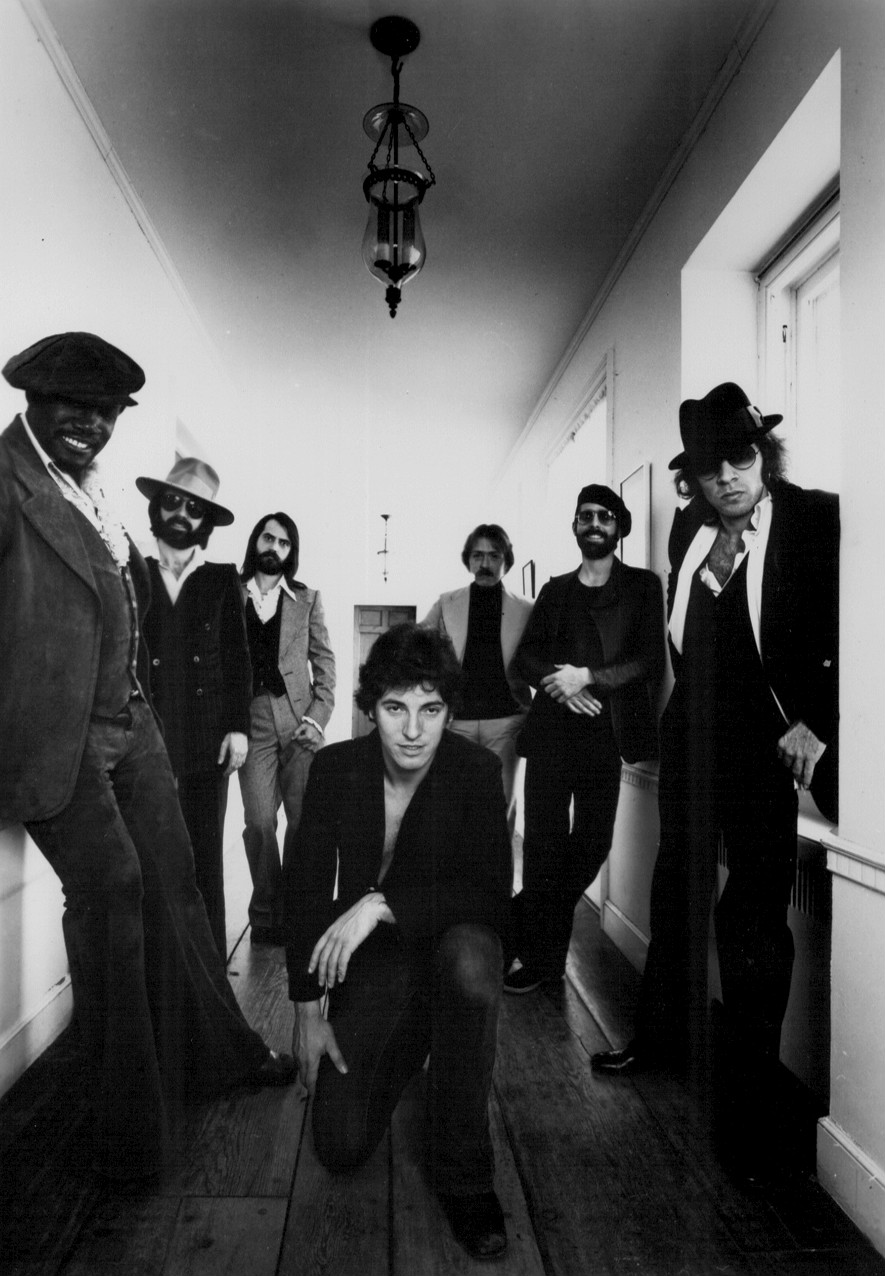
Springsteen (no centro, ajoelhado) e a E Street Band em fevereiro de 1977

Springsteen e a E Street Band — Bittan, Clemons, Federici, Tallent, Weinberg e Van Zandt — continuaram em turnê pelos EUA durante o restante de 1975 para promover Born to Run, se apresentando para públicos maiores após o sucesso do álbum. Em meados de novembro, a banda viajou para a Europa para fazer seus primeiros shows fora da América do Norte.
Os primeiros shows foram duas apresentações no Hammersmith Odeon em Londres. Springsteen ficou descontente com os anúncios do local, pessoalmente arrancando os pôsteres do saguão e ordenou que os botões com a citação de Landau "futuro do rock and roll" impressa neles não fossem distribuídos. O primeiro show recebeu críticas mistas dos críticos britânicos. Embora sua presença no palco tenha sido recebida positivamente, outros notaram que a diferença nas culturas britânica e americana equivalia a respostas ruins do público. Springsteen achou o show um desastre. Após seu retorno aos EUA, a banda fez cinco shows com ingressos esgotados no Tower Theater na Filadélfia no final de dezembro.
Em 1976, Springsteen teve desentendimentos com Appel sobre a direção de sua carreira; Appel queria capitalizar o sucesso de Born to Run com um álbum ao vivo, enquanto Springsteen queria retornar ao estúdio com Landau. Springsteen também estava preocupado com a falta de receita pessoal devido ao sucesso do álbum. Percebendo que os termos de seu contrato de gravação eram desfavoráveis, ele processou Appel em julho de 1976 pela propriedade de sua obra. Os procedimentos legais resultantes o impediram de gravar em um estúdio por quase um ano, durante o qual ele continuou em turnê com a E Street Band. A segunda etapa da Born to Run Tour, apelidada de turnê Chicken Scratch, ocorreu de março a maio em todo o sul dos Estados Unidos.
Springsteen escreveu novo material na estrada e em sua casa na fazenda em Holmdel, Nova Jérsia, supostamente acumulando entre 40 e 70 músicas. Ele continuou se apresentando por nove meses entre agosto de 1976 e maio de 1977, apelidada de turnê Lawsuit, estreando novas músicas como "Something in the Night" e "The Promise" que se tornaram favoritas ao vivo. O processo chegou a um acordo em 28 de maio de 1977; Springsteen comprou seu contrato com Appel, que recebeu uma quantia fixa e uma parte dos royalties dos três primeiros álbuns. Springsteen e a banda imediatamente entraram em estúdio para gravar o sucessor de Born to Run no início de junho, com Landau coproduzindo. As sessões de gravação duraram nove meses enquanto Springsteen exigia perfeição dos músicos e se movia entre diferentes estúdios. O álbum, Darkness on the Edge of Town, foi finalmente lançado em junho de 1978, três anos depois de Born to Run.

## Legado
O sucesso de Born to Run salvou a carreira de Springsteen e o lançou ao estrelato. O álbum estabeleceu uma sólida base de fãs nacionais para Springsteen, que ele construiu com cada lançamento subsequente. De acordo com Kirkpatrick, "não só deu a Springsteen seu primeiro disco de sucesso, como transformou o rock dos anos setenta ao mesmo tempo em que ultrapassava os limites do que um cantor e compositor poderia alcançar dentro do gênero rock". Hilburn e Carlin comparam Born to Run a álbuns que "estabeleceram um som e uma identidade poderosos o suficiente para alterar permanentemente as percepções daqueles que os ouviram", incluindo o primeiro álbum de Elvis Presley (1956) e The Sun Sessions (1976), a estreia americana dos Beatles Meet the Beatles! (1964), Highway 61 Revisited (1965) e Blonde on Blonde (1966) de Bob Dylan e Nevermind (1991) do Nirvana. Alguns críticos argumentaram que Born to Run representava uma fusão das duas décadas anteriores de rock and roll que impulsionaria as duas décadas seguintes de rock e além. Em um artigo de 2005 na Treble, Hubert Vigilla se referiu ao álbum como "o Grande Disco Americano de Rock and Roll".
Springsteen e a E Street Band apresentaram Born to Run na íntegra em diversas ocasiões, inclusive no Count Basie Theatre em Red Bank, Nova Jérsia, em 7 de maio de 2008, no United Center em Chicago, Illinois, em 20 de setembro de 2009, e outros shows na etapa de outono de 2009 da Working on a Dream Tour. Também foi apresentado parcial ou totalmente em certos shows da Wrecking Ball World Tour de 2013. O álbum completo foi novamente apresentado em 20 de junho de 2013, na Ricoh Arena em Coventry, Inglaterra, e dedicado à memória do ator James Gandolfini, que morreu de ataque cardíaco no dia anterior.

### Análise
O sucesso de Born to Run estava ligado aos medos de envelhecer mantidos por uma geração de adolescentes tardios. Tendo perdido a era beat dos anos 1950 e os direitos civis e movimentos anti-guerra dos anos 1960, os adolescentes em meados dos anos 1970 se sentiram desconectados em uma era de turbulência política com a Guerra do Vietnã e a renúncia do presidente Richard Nixon. A década também foi atormentada pela estagflação que afetou os americanos da classe trabalhadora, resultando na perda do sonho americano para muitos. Os comentaristas observam que Born to Run capturou coletivamente os ideais de uma geração inteira de jovens americanos e "falou sobre a mudança cultural" entre as décadas de 1960 e 1970. Joshua Zeitz do The Atlantic resumiu: "Springsteen incorporou os anos 70 perdidos - a rejeição tensa, política e da classe trabalhadora das limitações da América." Tim Coffman, do Far Out, argumentou que Springsteen efetivamente personificava o que significava ser "um garoto da classe trabalhadora americana, sonhando com uma vida melhor". O próprio Springsteen declarou em 2005:
| “ | O que as pessoas tendem a esquecer sobre Born to Run é que foi pós-Watergate, pós-Vietnã. As pessoas simplesmente não se sentiam mais tão jovens, e isso é parte do que tornou aquele disco presente porque eu estava lidando com muitas imagens e sons de rock clássico, mas eu estava escrevendo em um momento específico em que as pessoas meio que tiveram suas pernas cortadas por baixo delas. | ” |

### Revisões retrospectivas
| Críticas profissionais            | Críticas profissionais |
| Avaliações da crítica             | Avaliações da crítica  |
| Fonte                             | Avaliação              |
| --------------------------------- | ---------------------- |
| AllMusic                          | [ 95 ]                 |
| Chicago Tribune                   | [ 252 ]                |
| Christgau's Record Guide          | A                      |
| The Encyclopedia of Popular Music | [ 254 ]                |
| MusicHound Rock                   | [ 255 ]                |
| New Musical Express               | 9/10                   |
| Q                                 | [ 257 ]                |
| The Rolling Stone Album Guide     | [ 258 ]                |
| Sputnikmusic                      | 5/5                    |
| Tom Hull – on the Web             | B+                     |

Críticos retrospectivos consideram Born to Run uma obra-prima e um dos melhores trabalhos de Springsteen. Foi descrito como um disco atemporal que preparou o cenário para uma carreira marcada por um som característico e distinto e letras detalhando aspirações em direção ao sonho americano. Mais elogios foram dados à instrumentação entre Springsteen e a E Street Band, e por suas melhorias em relação ao seu antecessor, Wild. Lou Thomas da BBC Music descreveu o álbum como "uma expressão musical clássica e honesta de esperança, sonhos e sobrevivência". Outro escritor do The Guardian, Michael Hann, disse que Born to Run foi "o álbum onde Springsteen começa a fazer a transição de um músico para uma ideia, uma representação de um conjunto de valores pessoais e musicais".
Apesar de sua aclamação, Born to Run atraiu atenção negativa de escritores que consideram a produção "muito exagerada", e apresenta Springsteen como "mais um sintetizador do que um inovador". William Ruhlmann, da AllMusic, argumenta inversamente que "chamar [o álbum] de exagerado é perder o ponto", pois fazer isso era a intenção de Springsteen, concluindo que "ele declarou sua própria grandeza com canções e um som que correspondeu à promessa de Springsteen". Em um artigo posterior para a revista Blender, Christgau escreveu que a maior falha do disco foi sua declaração pomposa de grandeza, tipificada por elementos como a estética "parede de som, alma branca na ópera" e uma "narrativa de busca não resolvida". No entanto, ele sustentou que Born to Run foi importante por como "sua composição consciente de classe proporcionou um alívio das pretensões mais vazias do rock de arena hippie tardio". O escritor do PopMatters, Christopher John Stephens, argumentou que os pontos fortes do álbum podem ser vistos como suas fraquezas.

### Rankings
Born to Run apareceu frequentemente em listas dos melhores álbuns da década de 1970 e de todos os tempos. Matthew Taub da NME argumentou que Born to Run é "provavelmente o melhor álbum de rock da década de 1970, e facilmente um dos melhores já gravados". O American Songwriter o incluiu em uma lista de 2023 compilando 10 álbuns que moldaram o cenário musical da década de 1970. Em 1987, a Rolling Stone classificou-o como número 8 em uma lista dos "100 melhores álbuns dos últimos vinte anos" e em 2003, a revista classificou-o em 18º em sua lista dos 500 melhores álbuns de todos os tempos, mantendo a classificação em uma revisão de 2012 e caindo algumas posições para o número 21 na reinicialização da lista de 2020. Em 2000, a NPR incluiu Born to Run em uma lista que compilava os 100 álbuns mais importantes do século XX. Um ano depois, a rede de TV VH1 o nomeou o 27º maior álbum de todos os tempos, e em 2003, foi classificado como o álbum mais popular de todos os tempos no primeiro Zagat Survey Music Guide. O álbum também foi eleito o número 20 na terceira edição do All Time Top 1000 Albums (2000) de Colin Larkin, e foi incluído no livro 1001 Albums You Must Hear Before You Die (2006). Na lista de 2024 dos 100 melhores álbuns da Apple Music, o álbum ficou em 22º lugar.
Em 2003, Born to Run foi adicionado ao National Recording Registry pela Biblioteca do Congresso por ser "culturalmente, historicamente ou esteticamente significativo". Em dezembro de 2005, o representante de Nova Jérsia, Frank Pallone, e 21 co-patrocinadores patrocinaram o H.Res. 628, um projeto de lei que celebraria o 30º aniversário de Born to Run e a carreira geral de Springsteen. Em geral, as resoluções que homenageiam os filhos nativos são aprovadas com uma votação simples. O projeto de lei falhou após encaminhamento ao Comitê de Educação e Força de Trabalho da Câmara.

## Faixas
Todas as faixas foram escritas por Bruce Springsteen.
| Lado um |                           |         |  |
| N.º     | Título                    | Duração |  |
| 1.      | "Thunder Road"            | 4:49    |  |
| 2.      | "Tenth Avenue Freeze-Out" | 3:11    |  |
| 3.      | "Night"                   | 3:00    |  |
| 4.      | "Backstreets"             | 6:30    |  |

| Lado dois |                            |         |  |
| N.º       | Título                     | Duração |  |
| 1.        | "Born to Run"              | 4:30    |  |
| 2.        | "She's the One"            | 4:30    |  |
| 3.        | "Meeting Across the River" | 3:18    |  |
| 4.        | "Jungleland"               | 9:34    |  |

## Créditos
Adaptado das notas do encarte, e Margotin e Guesdon.
- Bruce Springsteen – vocais, guitarra (1–6, 8), gaita (1), arranjo de metais (2)

E Street Band
- Roy Bittan – piano (tracks 1–4, 6–8), glockenspiel (1, 3), cravo (3, 6), órgão (4, 6, 8), backing vocals (1)
- Clarence Clemons – saxofones (1–3, 5, 6, 8)
- Garry Tallent – baixo (1–6, 8)
- Max Weinberg – bateria (1–4, 6, 8)
- Ernest Carter – bateria (5)
- Danny Federici – órgão (5), glockenspiel (5)
- David Sancious – piano (5), piano Rhodes (5), sintetizadores (5)

Músicos Adicionais
- Mike Appel – backing vocals (1)
- Steven Van Zandt – backing vocals (1), arranjo de metais (2)
- Randy Brecker – trompete (2, 7), fliscorne (2)
- Michael Brecker – saxofone tenor (2)
- David Sanborn – saxofone barítono (2)
- Wayne Andre – trombone (2)
- Richard Davis – contrabaixo (7)
- Suki Lahav – violino (8)
- Charles Calello – arranjos de cordas e maestro (8)

Produção
- Bruce Springsteen – produção
- Mike Appel – produção
- Jon Landau – produção (1–4, 6–8)
- Jimmy Iovine – engenharia de áudio
- Thom Panunzio, Corky Stasiak, Dave Thoener, Ricke Delena, Angie Arcuri, Andy Abrams – engenheiros assistentes
- Louis Lahav – engenharia de áudio (5)
- Greg Calbi – masterização
- Paul Prestopino – manutenção
- John Berg, Andy Engel – design do álbum
- Eric Meola – fotografia